# Dikbekmus
De dikbekmus (Passer gongonensis) is een zangvogel uit de familie van mussen (Passeridae).

## Verspreiding en leefgebied
Deze soort komt voor in oostelijk Afrika, met name van zuidoostelijk Soedan tot zuidelijk Ethiopië, zuidelijk Somalië, Kenia en noordoostelijk Tanzania.